# Félix Tshisekedi
Félix Antoine Tshisekedi Tshilombo (francouzská výslovnost: [feligz ɑtwan tʃizək (ə) di tʃilɔbo], * 13. června 1963 Léopoldville) je lídrem Unie pro demokracii a sociální pokrok UDPS, nejstarší a největší opoziční strany Demokratické republiky Kongo (KDR). Dne 9. ledna 2019 byl zvolen prezidentem KDR. 24. ledna 2019 složením přísahy se ujal úřadu.

## Dětství a vzdělání
Narodil se 13. června 1963 v Kinshase matce Marthě a otci Étienne Tshisekedimu. Jeho otec pochází z etnika Luba. Dětství prožil v dobře zajištěné rodině. Když jeho otec vytvořil stranu UDPS na počátku 80. let a veřejně se postavil proti diktátorovi Mobutuovi, byl nucen ukončit studia a doprovázet svého otce do domácího vězení do rodné vesnice v regionu Kasaï. V roce 1985 Mobutu umožnil, aby s matkou a bratry opustili Kasaï a vycestoval do exilu v Bruselu.

## Politická kariéra
V roce 2008 byl jmenován národním tajemníkem UDPS pro vnější vztahy. V listopadu 2011 byl zvolen do parlamentu – Národního shromáždění, za město Mbuji Mayi v provincii Kasai-Oriental. Křeslo však odmítl převzít na protest proti zfalšovaným volbám. Jeho mandát byl proto zrušen.
V květnu roku 2013 také odmítl postavení v Nezávislé národní volební komisi (CENI), když odmítl „dělat politiku v uvozovkách“: „Je ne tiens pas à metre ma carrière politique entre parenthèses“
V říjnu 2016 se stal zástupcem generálního tajemníka UDPS. Dne 31. března 2018 byl zvolen vedoucím UDPS po smrti svého otce, předchůdce a zakladatele strany Étienne Tshisekedi, dne 1. února 2017 a kandidátem UDPS na prezidentský úřad ve všeobecných volbách.
Volby se po opakovaných odkladech konaly dne 30. prosince 2018. Dne 9. ledna 2019 volební komise CENI oznámila, že byl zvolen prezidentem Demokratické republiky Kongo.